# Đội tuyển bóng đá U-17 quốc gia Guam
Đội tuyển bóng đá U-17 quốc gia Guam là đội tuyển bóng đá trẻ đại diện cho Guam và do Hiệp hội bóng đá Guam quản lý.

## Danh sách cầu thủ
Dưới đây là danh sách 23 cầu thủ được triệu tập cho  Vòng loại Cúp bóng đá U-17 châu Á 2023.
| 1  | TM | Jacob Anthony Toves             |  | Guam                    |  |  |
| 18 | TM | John Nilo Gomez                 |  | Guam                    |  |  |
| 21 | TM | Myilz John Aquino               |  | Guam                    |  |  |
|    |    |                                 |  |                         |  |  |
| 2  |    | Justin Raffles                  |  | Guam                    |  |  |
| 3  | HV | Donovan John Moss               |  | Guam                    |  |  |
| 4  | HV | Nicholas Yokota Chargualaf      |  | Guam                    |  |  |
| 5  | HV | Caleb Jeremiah Sablan           |  | Guam                    |  |  |
| 6  | TV | Erwin Baltazar Jr. (đội trưởng) |  | Guam                    |  |  |
| 7  | TĐ | Beau Gabriel Perez              |  | Guam                    |  |  |
| 8  |    | Gavin Lloyd Baker               |  | Barca Residency Academy |  |  |
| 9  | TĐ | Samuel Jose Stenson             |  | Guam                    |  |  |
| 10 |    | Riku Ngeschelkle Meyar          |  | Guam                    |  |  |
| 11 | TV | Levi Solomon Berg               |  | Guam                    |  |  |
| 12 |    | Raif Gregory Sablan             |  | Guam                    |  |  |
| 13 | TĐ | Nicholas Scott Moore            |  | Guam                    |  |  |
| 14 | TV | Sean Scott Halehale             |  | Guam                    |  |  |
| 15 |    | Landon Guillermo Miles          |  | Guam                    |  |  |
| 16 |    | Ethan Rylee Rioja               |  | Guam                    |  |  |
| 17 |    | Urban Ramirez                   |  | Guam                    |  |  |
| 19 |    | David Noah Carmen               |  | Guam                    |  |  |
| 20 |    | Kian Isaac Rivera               |  | Guam                    |  |  |
| 22 | HV | Brenden Tim Tuey                |  | Guam                    |  |  |
| 23 |    | Masato Endo Rabago              |  | Guam                    |  |  |

## Lịch thi đấu
| 1 tháng 10 năm 2022 Vòng loại U-17 châu Á | UAE | 9–0      | Guam | Cibinong, Indonesia                                                                 |  |
| 20:00 UTC+7                               | - Al-Marzouki 12', 86', 90+2' - Malallah 31', 66' - Juma'a 36' - Abdullah 43' - Al-Suwaidi 75' - Jamal 90' | Chi tiết |      | Sân vận động: Pakansari Lượng khán giả: 0 Trọng tài: Asker Nadjafaliev (Uzbekistan) |  |

| 3 tháng 10 năm 2022 Vòng loại U-17 châu Á | Guam | 0–14     | Indonesia | Cibinong, Indonesia                                                                     |  |
| 20:00 UTC+7                               |      | Chi tiết | - Arkhan 8', 11', 26' (ph.đ.), 35' - Narendra 27' - Riski 32' - Zaky 45' - Moss 46' (o.g.) - Jehan 48' - Gaoshirowi 58' - Habil 80' - Figo 84' - Nabil 88' (ph.đ.) - Ji Da-bin 90' | Sân vận động: Pakansari Lượng khán giả: 0 Trọng tài: Mohammed Ahmed Al-Shammari (Qatar) |  |

| 5 tháng 10 năm 2022 Vòng loại U-17 châu Á | Malaysia    | 1–1      | Guam        | Cibinong, Indonesia                       |  |
| 16:00 UTC+7                               | - Qahir 73' | Chi tiết | - Meyar 84' | Sân vận động: Pakansari Lượng khán giả: 0 |  |

| 9 tháng 10 năm 2022 Vòng loại U-17 châu Á | Guam | v | Palestine | Cibinong, Indonesia     |  |
| 16:00 UTC+7                               |      |   |           | Sân vận động: Pakansari |  |

## Thống kê

### Giải vô địch bóng đá U-17 thế giới
| Giải vô địch bóng đá U-17 thế giới | Giải vô địch bóng đá U-17 thế giới | Giải vô địch bóng đá U-17 thế giới | Giải vô địch bóng đá U-17 thế giới | Giải vô địch bóng đá U-17 thế giới | Giải vô địch bóng đá U-17 thế giới | Giải vô địch bóng đá U-17 thế giới | Giải vô địch bóng đá U-17 thế giới | Giải vô địch bóng đá U-17 thế giới |
| Năm                                | Kết quả                            | Vị trí                             | Trận                               | T                                  | H                                  | B                                  | BT                                 | BB                                 |
| ---------------------------------- | ---------------------------------- | ---------------------------------- | ---------------------------------- | ---------------------------------- | ---------------------------------- | ---------------------------------- | ---------------------------------- | ---------------------------------- |
| 1985                               | Không tham dự                      | Không tham dự                      | Không tham dự                      | Không tham dự                      | Không tham dự                      | Không tham dự                      | Không tham dự                      | Không tham dự                      |
| 1987                               | Không tham dự                      | Không tham dự                      | Không tham dự                      | Không tham dự                      | Không tham dự                      | Không tham dự                      | Không tham dự                      | Không tham dự                      |
| 1989                               | Không tham dự                      | Không tham dự                      | Không tham dự                      | Không tham dự                      | Không tham dự                      | Không tham dự                      | Không tham dự                      | Không tham dự                      |
| 1991                               | Không tham dự                      | Không tham dự                      | Không tham dự                      | Không tham dự                      | Không tham dự                      | Không tham dự                      | Không tham dự                      | Không tham dự                      |
| 1993                               | Rút lui                            | Rút lui                            | Rút lui                            | Rút lui                            | Rút lui                            | Rút lui                            | Rút lui                            | Rút lui                            |
| 1995                               | Không vượt qua vòng loại           | Không vượt qua vòng loại           | Không vượt qua vòng loại           | Không vượt qua vòng loại           | Không vượt qua vòng loại           | Không vượt qua vòng loại           | Không vượt qua vòng loại           | Không vượt qua vòng loại           |
| 1997                               | Không tham dự                      | Không tham dự                      | Không tham dự                      | Không tham dự                      | Không tham dự                      | Không tham dự                      | Không tham dự                      | Không tham dự                      |
| 1999                               | Không vượt qua vòng loại           | Không vượt qua vòng loại           | Không vượt qua vòng loại           | Không vượt qua vòng loại           | Không vượt qua vòng loại           | Không vượt qua vòng loại           | Không vượt qua vòng loại           | Không vượt qua vòng loại           |
| 2001                               | Không vượt qua vòng loại           | Không vượt qua vòng loại           | Không vượt qua vòng loại           | Không vượt qua vòng loại           | Không vượt qua vòng loại           | Không vượt qua vòng loại           | Không vượt qua vòng loại           | Không vượt qua vòng loại           |
| 2003                               | Rút lui                            | Rút lui                            | Rút lui                            | Rút lui                            | Rút lui                            | Rút lui                            | Rút lui                            | Rút lui                            |
| 2005                               | Không vượt qua vòng loại           | Không vượt qua vòng loại           | Không vượt qua vòng loại           | Không vượt qua vòng loại           | Không vượt qua vòng loại           | Không vượt qua vòng loại           | Không vượt qua vòng loại           | Không vượt qua vòng loại           |
| 2007                               | Không vượt qua vòng loại           | Không vượt qua vòng loại           | Không vượt qua vòng loại           | Không vượt qua vòng loại           | Không vượt qua vòng loại           | Không vượt qua vòng loại           | Không vượt qua vòng loại           | Không vượt qua vòng loại           |
| 2009                               | Không vượt qua vòng loại           | Không vượt qua vòng loại           | Không vượt qua vòng loại           | Không vượt qua vòng loại           | Không vượt qua vòng loại           | Không vượt qua vòng loại           | Không vượt qua vòng loại           | Không vượt qua vòng loại           |
| 2011                               | Không vượt qua vòng loại           | Không vượt qua vòng loại           | Không vượt qua vòng loại           | Không vượt qua vòng loại           | Không vượt qua vòng loại           | Không vượt qua vòng loại           | Không vượt qua vòng loại           | Không vượt qua vòng loại           |
| 2013                               | Không vượt qua vòng loại           | Không vượt qua vòng loại           | Không vượt qua vòng loại           | Không vượt qua vòng loại           | Không vượt qua vòng loại           | Không vượt qua vòng loại           | Không vượt qua vòng loại           | Không vượt qua vòng loại           |
| 2015                               | Không vượt qua vòng loại           | Không vượt qua vòng loại           | Không vượt qua vòng loại           | Không vượt qua vòng loại           | Không vượt qua vòng loại           | Không vượt qua vòng loại           | Không vượt qua vòng loại           | Không vượt qua vòng loại           |
| 2017                               | Không vượt qua vòng loại           | Không vượt qua vòng loại           | Không vượt qua vòng loại           | Không vượt qua vòng loại           | Không vượt qua vòng loại           | Không vượt qua vòng loại           | Không vượt qua vòng loại           | Không vượt qua vòng loại           |
| 2019                               | Không vượt qua vòng loại           | Không vượt qua vòng loại           | Không vượt qua vòng loại           | Không vượt qua vòng loại           | Không vượt qua vòng loại           | Không vượt qua vòng loại           | Không vượt qua vòng loại           | Không vượt qua vòng loại           |
| 2021                               | Hủy bỏ vì đại dịch COVID-19        | Hủy bỏ vì đại dịch COVID-19        | Hủy bỏ vì đại dịch COVID-19        | Hủy bỏ vì đại dịch COVID-19        | Hủy bỏ vì đại dịch COVID-19        | Hủy bỏ vì đại dịch COVID-19        | Hủy bỏ vì đại dịch COVID-19        | Hủy bỏ vì đại dịch COVID-19        |
| 2023                               | Chưa xác định                      | Chưa xác định                      | Chưa xác định                      | Chưa xác định                      | Chưa xác định                      | Chưa xác định                      | Chưa xác định                      | Chưa xác định                      |
| Tổng cộng                          | –                                  | –                                  | 0                                  | 0                                  | 0                                  | 0                                  | 0                                  | 0                                  |

### Cúp bóng đá U-17 châu Á
| Cúp bóng đá U-17 châu Á | Cúp bóng đá U-17 châu Á     | Cúp bóng đá U-17 châu Á     | Cúp bóng đá U-17 châu Á     | Cúp bóng đá U-17 châu Á     | Cúp bóng đá U-17 châu Á     | Cúp bóng đá U-17 châu Á     | Cúp bóng đá U-17 châu Á     | Cúp bóng đá U-17 châu Á     |
| Năm                     | Kết quả                     | Vị trí                      | Trận                        | T                           | H                           | B                           | BT                          | BB                          |
| ----------------------- | --------------------------- | --------------------------- | --------------------------- | --------------------------- | --------------------------- | --------------------------- | --------------------------- | --------------------------- |
| 1985                    | Không tham dự               | Không tham dự               | Không tham dự               | Không tham dự               | Không tham dự               | Không tham dự               | Không tham dự               | Không tham dự               |
| 1986                    | Không tham dự               | Không tham dự               | Không tham dự               | Không tham dự               | Không tham dự               | Không tham dự               | Không tham dự               | Không tham dự               |
| 1988                    | Không tham dự               | Không tham dự               | Không tham dự               | Không tham dự               | Không tham dự               | Không tham dự               | Không tham dự               | Không tham dự               |
| 1990                    | Không tham dự               | Không tham dự               | Không tham dự               | Không tham dự               | Không tham dự               | Không tham dự               | Không tham dự               | Không tham dự               |
| 1992                    | Rút lui                     | Rút lui                     | Rút lui                     | Rút lui                     | Rút lui                     | Rút lui                     | Rút lui                     | Rút lui                     |
| 1994                    | Không vượt qua vòng loại    | Không vượt qua vòng loại    | Không vượt qua vòng loại    | Không vượt qua vòng loại    | Không vượt qua vòng loại    | Không vượt qua vòng loại    | Không vượt qua vòng loại    | Không vượt qua vòng loại    |
| 1996                    | Không tham dự               | Không tham dự               | Không tham dự               | Không tham dự               | Không tham dự               | Không tham dự               | Không tham dự               | Không tham dự               |
| 1998                    | Không vượt qua vòng loại    | Không vượt qua vòng loại    | Không vượt qua vòng loại    | Không vượt qua vòng loại    | Không vượt qua vòng loại    | Không vượt qua vòng loại    | Không vượt qua vòng loại    | Không vượt qua vòng loại    |
| 2000                    | Không vượt qua vòng loại    | Không vượt qua vòng loại    | Không vượt qua vòng loại    | Không vượt qua vòng loại    | Không vượt qua vòng loại    | Không vượt qua vòng loại    | Không vượt qua vòng loại    | Không vượt qua vòng loại    |
| 2002                    | Rút lui                     | Rút lui                     | Rút lui                     | Rút lui                     | Rút lui                     | Rút lui                     | Rút lui                     | Rút lui                     |
| 2004                    | Không vượt qua vòng loại    | Không vượt qua vòng loại    | Không vượt qua vòng loại    | Không vượt qua vòng loại    | Không vượt qua vòng loại    | Không vượt qua vòng loại    | Không vượt qua vòng loại    | Không vượt qua vòng loại    |
| 2006                    | Không vượt qua vòng loại    | Không vượt qua vòng loại    | Không vượt qua vòng loại    | Không vượt qua vòng loại    | Không vượt qua vòng loại    | Không vượt qua vòng loại    | Không vượt qua vòng loại    | Không vượt qua vòng loại    |
| 2008                    | Không vượt qua vòng loại    | Không vượt qua vòng loại    | Không vượt qua vòng loại    | Không vượt qua vòng loại    | Không vượt qua vòng loại    | Không vượt qua vòng loại    | Không vượt qua vòng loại    | Không vượt qua vòng loại    |
| 2010                    | Không vượt qua vòng loại    | Không vượt qua vòng loại    | Không vượt qua vòng loại    | Không vượt qua vòng loại    | Không vượt qua vòng loại    | Không vượt qua vòng loại    | Không vượt qua vòng loại    | Không vượt qua vòng loại    |
| 2012                    | Không vượt qua vòng loại    | Không vượt qua vòng loại    | Không vượt qua vòng loại    | Không vượt qua vòng loại    | Không vượt qua vòng loại    | Không vượt qua vòng loại    | Không vượt qua vòng loại    | Không vượt qua vòng loại    |
| 2014                    | Không vượt qua vòng loại    | Không vượt qua vòng loại    | Không vượt qua vòng loại    | Không vượt qua vòng loại    | Không vượt qua vòng loại    | Không vượt qua vòng loại    | Không vượt qua vòng loại    | Không vượt qua vòng loại    |
| 2016                    | Không vượt qua vòng loại    | Không vượt qua vòng loại    | Không vượt qua vòng loại    | Không vượt qua vòng loại    | Không vượt qua vòng loại    | Không vượt qua vòng loại    | Không vượt qua vòng loại    | Không vượt qua vòng loại    |
| 2018                    | Không vượt qua vòng loại    | Không vượt qua vòng loại    | Không vượt qua vòng loại    | Không vượt qua vòng loại    | Không vượt qua vòng loại    | Không vượt qua vòng loại    | Không vượt qua vòng loại    | Không vượt qua vòng loại    |
| 2020                    | Hủy bỏ vì đại dịch COVID-19 | Hủy bỏ vì đại dịch COVID-19 | Hủy bỏ vì đại dịch COVID-19 | Hủy bỏ vì đại dịch COVID-19 | Hủy bỏ vì đại dịch COVID-19 | Hủy bỏ vì đại dịch COVID-19 | Hủy bỏ vì đại dịch COVID-19 | Hủy bỏ vì đại dịch COVID-19 |
| 2023                    | Chưa xác định               | Chưa xác định               | Chưa xác định               | Chưa xác định               | Chưa xác định               | Chưa xác định               | Chưa xác định               | Chưa xác định               |
| Tổng cộng               | –                           | –                           | 0                           | 0                           | 0                           | 0                           | 0                           | 0                           |